# Municipio de Eaton (Ohio)
El municipio de Eaton (en inglés: Eaton Township) es un municipio ubicado en el condado de Lorain en el estado estadounidense de Ohio. En el año 2010 tenía una población de 5750 habitantes y una densidad poblacional de 96,55 personas por km².

## Geografía
El municipio de Eaton se encuentra ubicado en las coordenadas 41°19′13″N 82°0′38″O / 41.32028, -82.01056. Según la Oficina del Censo de los Estados Unidos, el municipio tiene una superficie total de 59.55 km², de la cual 59,35 km² corresponden a tierra firme y (0,34 %) 0,2 km² es agua.

## Demografía
Según el censo de 2010, había 5750 personas residiendo en el municipio de Eaton. La densidad de población era de 96,55 hab./km². De los 5750 habitantes, el municipio de Eaton estaba compuesto por el 97,43 % blancos, el 0,56 % eran afroamericanos, el 0,21 % eran amerindios, el 0,49 % eran asiáticos, el 0,3 % eran de otras razas y el 1,03 % eran de una mezcla de razas. Del total de la población el 1,6 % eran hispanos o latinos de cualquier raza.